# أوغسطين بي. كيلي
أوغسطين بي. كيلي هو موظف كتابي وسياسي أمريكي، ولد في 9 يوليو 1883 في New Baltimore, Pennsylvania ‏ في الولايات المتحدة، وتوفي في 20 نوفمبر 1957 في بيثيسدا في الولايات المتحدة. نشط حزبياً في الحزب الديمقراطي. وقد انتخب عضو ‏ (1935 – 1936) وانتخب عضو مجلس النواب الأمريكي ‏.